# Iglesia de Santa María (Arenys de Mar)
La iglesia de Santa María es una iglesia parroquial en el municipio español de Arenys de Mar (Barcelona).
La parroquia de Santa María de Arenys pertenece a la Diócesis de Gerona, y nació como una desmembración de la de Sant Martín de Arenys (Arenys de Munt) en el año 1575, aunque no fue independiente del todo hasta el 1781.
La iglesia fue consagrada el 28 de julio de 1686 y puesta bajo el patronazgo de la Virgen de la Asunción, cuya imagen preside el retablo del altar mayor.

## Historia
Hasta el siglo XVI, Arenys de Mar era el barrio de Ribera perteneciente a Arenys de Munt. De hecho, a finales del siglo XIV, el vecindario del mar ya constituía una comunidad diferenciada de la de Sant Martí de Arenys, y como sus necesidades también eran diferentes, nació el deseo de regirse por su cuenta. En aquel tiempo, las poblaciones estaban ligadas al término de cada parroquia, de modo que, para independizarse, debían tener una iglesia propia.
Así es como, los de la Ribera, solicitaron el permiso para construir una iglesia parroquial, aduciendo la problemática de la lejanía respecto de Sant Martí de Arenys y, también, la dificultad de desplazarse por el cauce de la riera de Arenys, una vía difícil de transitar cuando llovía. Por otra parte, argumentaron razones tales como el peligro frecuente que representaba la piratería, lo que les impedía alejarse del poblado para estar alerta constantemente.

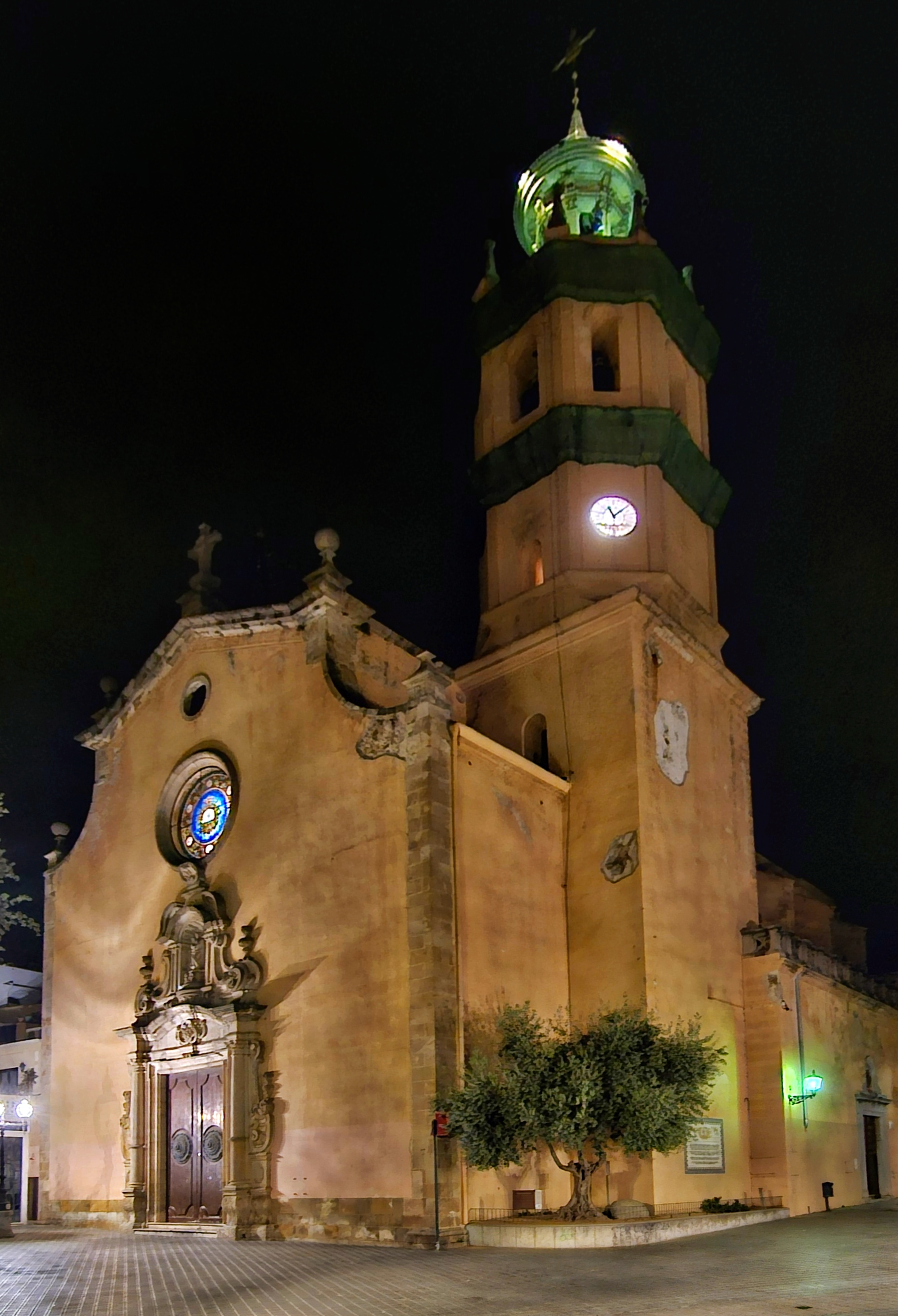
Vista nocturna

El 11 de julio de 1574 convocaron, a toques de campana, a los cabezas de familia de la Ribera de mar. Presidida por los alcaldes de Arenys de Munt y Arenys de Mar), Antic Tries, la asamblea reunida en la torre de defensa de la playa (conocida como La Fortaleza), acordó, entre otras cuestiones, pedir permiso para la construcción de una iglesia parroquial. Era la primera vez que se reunía la universidad con sólo los hombres del barrio marítimo (con el consentimiento del Gobernador General del Vizcondado de Cabrera). Los síndicos elegidos, presididos por el alcalde natural, transmiten la solicitud al obispo de Gerona, fray Benet de Tocco, el cual se desplazó hasta San Martín, donde comprobó que la riera era un torrente que «discurre cuando llueve, que la población había aumentado considerablemente» (ya había 140 casas) y que, por tanto, las pretensiones de los pobladores de la ribera eran aceptables.

### Construcción
El 18 de marzo de 1575, el obispo fray Benet de Tocco dio licencia para construir una iglesia en el vecindario de mar, quien se haría cargo de los gastos, con fuentes bautismales, cementerio y tabernáculo. A pesar de esto, el rector debía ser el de la parroquia matriz de San Martín, con potestad para nombrar un vicario que residiría en el barrio de la ribera.
Se construyó la nueva iglesia, dedicada a Santa María, aprovechando y ampliando la capilla de San Telmo. La nueva iglesia, que nacía como sufragánea de la de San Martín, dependería hasta el año 1781 (aunque los municipios se separaron civilmente con la sentencia arbitral de los vizcondes de Cabrera en 1599). En realidad no se sabe a ciencia cierta si el templo se construyó junto a la capilla dedicada a San Telmo (tal como indicó el obispo), o se construyó alrededor de la antigua capilla, tal como solía hacerse en aquella época.
Así pues, esta es la segunda iglesia parroquial de Arenys de Mar, empezada a construir en 1584 por el maestro Joan de Tours, y terminada por sus hijos Juan y Dionisio Torres el año 1628. En el contrato se pactó la construcción en el estilo renacentista llamado entonces «a la romana», si bien la cubierta, tanto de la nave como de las capillas, se hizo aún en estilo gótico.
Además, se da la curiosa peculiaridad de que las nervaduras de las bóvedas góticas arrancan de ménsulas del más puro orden dórico. Esta diversidad entre la construcción renacentista de los muros de pared y las molduras y la gótica de las claves de bóveda, arcos y nervaduras no provoca la contradicción detonante que cabría esperar de un ensamblaje de estilos tan divergentes, sino que muestran un bello complemento.
Cuando fue terminada la obra de la iglesia, se derribó la antigua capilla que había hecho de templo parroquial y que había estado dentro de la iglesia nueva. Entonces se hizo el traslado del Santísimo y las fuentes bautismales. Entre el 1636 y el 1638, el prestigioso escultor arenyense Antoni-Joan Riera proyecta el altar mayor de estilo renacentista, con motivos geométricos, donde destaca el escudo de Arenys en mármol blanco. Pero una vez terminado el zócalo, los trabajos quedan interrumpidos. En 1646 se instaló el órgano.

### Ampliaciones
En 1755, el edificio del templo fue alargado por la parte delantera y se construyó un nuevo portal, ya de estilo barroco, por el 
maestro Fortià Anglada. De 1777 hasta el 1789 se hicieron ampliaciones laterales a modo de crucero, la 
supresión de las sacristías de los dos lados del presbiterio y una nueva ampliación detrás del ábside, 
dirigiendo la obra del arquitecto Josep Mas i Dordal.
No se terminó, sin embargo, todo el proyecto, ya que en el lado izquierdo sólo se inició la continuación de la capilla del Rosario -hoy de la Merced- y se prescindió de un cimborrio en forma de media naranja, incluido en el plano. Poco después se acabó la capilla que era autónoma y propia de su Congregación. A mediados del siglo XIX se construyó la capilla del Santísimo Sacramento.

### Consagración
El 28 de julio de 1686 el obispo de Vich, natural de Arenys de Mar, Antoni Pascual, consagró el templo. La crónica dice que:

Tan pronto como apuntaba el alba aquel 28 de julio, ya una multitud de vecinos salían de casa y se dirigían al Templo. A las 6 de la mañana, precedidos de músicas y aclamaciones, entraban a la iglesia los Obreros de la parroquia, el Gremio de Marineros, la guarda de la Torre de Mar, las administraciones, los clérigos de la villa y los de Sant Martí de Arenys, los obispos de Vich y de Gerona y, cerrando la comitiva, los Jurados vestidos de fiesta. Acto seguido comenzó una ceremonia larga y variada. El Prelado ungía el ara del Altar Mayor y las columnas del Templo marcadas con una cruz litúrgica. Los clérigos cantaban salmos y versículos. La música llenaba de notas el circuito, los nubarrones de incienso, formando graciosas espirales que se dilataban y se perdían, y semejante en el templo de Salomón, la majestad del Señor llenaba el espacio, y los fieles veían descender ese fuego místico, y postrados en el suelo, adoraban a Dios y le cantaban alabanzas.

Terminada la ceremonia se reunieron los Jurados, Hombres de Consejo y los clérigos de la parroquia, presididos por el Prelado y acordaron celebrar cada año la fiesta de la Consagración la noche de la víspera del día 30 de junio (Sant Marçal). Así, cada año se iluminaba el campanario y, en medio de la riera, se quemaría un tonel alquitranado (así haría más llama) que proporcionaría el Gremio de San Telmo. Al desaparecer el gremio, la tradición continúa, aunque actualmente la barrica no es asfaltada y se quema junto con las palmas de Ramos y otros trastos.
El hecho de que se queme un tonel se explica porque, o fue el último trasto que quedó tras la construcción de la iglesia, o bien, porque en un tonel era donde se guardaban el dinero para costear las obras.

### Hechos históricos
En 1694, las tropas de Luis XIV, ocupan Gerona, el obispo de esta ciudad se traslada durante tres años a Arenys con toda la curia, convirtiéndose así la población en sede episcopal. En el año 1834, la población, que tiene una poderosa Comunidad de Presbíteros, ha sido erigida el sede arciprestal. En 1906 tiene lugar el nombramiento de Francesc de Pol i Baralt como obispo de Gerona.

## Exterior

### Fachada
A partir de 1755, bajo la dirección del maestro de obras Fortià Anglada, se alargó la nave de la iglesia y se edificó una nueva fachada. Está declarada monumento histórico-artístico de carácter nacional por un Decreto de 1976.
Destaca la notable portada barroca, con apertura rectangular flanqueada por columnas compuestas que sostienen un entablamento mixtilíneo. Sobre el dintel está esculpido el escudo de la villa. Corona la composición una hornacina, rodeada de volutas barrocas, con una imagen de la Virgen.
El rosetón se colocó en 1757 aprovechando las dovelas de la antigua. El actual, de 1893, es de cristales de colores con el escudo de Arenys en medio, rodeado por los símbolos de los evangelistas, como quiso Juan Roura y Presas, el benefactor que la pagó.

### Portal pequeño
En el lateral de la iglesia, en la calle de la Iglesia está el portal pequeño. De dimensiones bastante más reducidas que la portada principal, sobre el dintel hay una hornacina con una imagen de San Telmo (la capilla que se encontraba antes en este lugar estaba dedicada a este santo). La imagen fue costeada por Josep Pons i Vilà. El portal Pequeño también varió su lugar con las ampliaciones del Templo.

### Campanario
El campanario es de base cuadrada y octogonal a partir de la segunda planta. A principios del siglo XX se sobrepuso una torrecilla de estilo indefinido para la campana mayor, donde destacan los pináculos del terrado y el círculo de esbeltas pilastras que sostienen una exótica cúpula acampanada sobre un entablamento clasicista. En 1618 se colocó un reloj de sol, sustituido en 1636 por uno cuerda.

#### Campanas
En 1633, el maestro Calsa de Barcelona, construyó dos campanas, la grande y la de los cuartos. Los trabajos de fundición se realizaron en Arenys de Mar con cobre de Rosas y estaño de Barcelona y Mataró. La campana de las horas (o del somatén), está sostenida por unos magníficos hierros forjados, rematados con unos cabezas humanas impresionantes.
Los gastos, incluyendo el transporte, los moldes y la licencia del Obispado de Gerona para la bendición fueron a 416 libras, 1 sueldo y 8 dineros. Las campanas se fundieron y rehicieron en varias ocasiones.

### Bandereta
En el campanario de Santa María de Arenys, ondea la «Bandereta». En la «Bandereta», que se renueva el primer domingo de mayo de cada año, hay pintado el escudo de Arenys de Mar, dos cipreses y una cruz (en conmemoración de la separación civil de Santa María de Arenys respecto a Sant Martí de Arenys). A un lado del personaje hay una A, y en la otra una R (que representan el escudo de la villa). Los dos cipreses con la cruz en medio representan el escudo de San Telmo (patrón de pescadores, marineros y navegantes).
Desde tiempos muy antiguos, en la cima de la colina de la Piedad (donde actualmente está el Cementerio de Sinera) había un mástil donde ondeaba una bandera blanca que indicaba la dirección del viento a los pescadores. Cuando en 1599 las villas se separaron, los prohombres de la villa se reunieron y acordaronr colocar la «Bandereta» en el terrado del campanario de la parroquia para que fuera el símbolo del empancipació. Según la leyenda, las chicas que querían casarse durante el año daban tres vueltas, al terrado del campanario, con la bandera antes de izarla.

### Conjuratorio
El conjuratorio, acabado en 1631, es una pieza destacable del conjunto arquitectónico. Adaptado sobre lo que fueron las salas de juntas de la Insigne Comunidad de Presbíteros y su archivo, ofrece una silueta inconfundible que, quizás, es una de las partes más características y originales de este monumento.
Antiguamente, cuando se acercaba una tormenta se avisaba con el toque de las campanas y el rector salía a leer el breviario con frases en latín para conjurar la tormenta.

## Interior

### Pila bautismal
La pila bautismal, del 1575, procede de la primera iglesia que hubo en Arenys de Mar. Existe la inscripción: Sebastián Doy y Miquel Riera - Sendichs. Estos dos síndicos elegidos en 1574 son los que pidieron licencia al obispo de Gerona para construir la iglesia actual.
La primera inscripción en el libro de bautismos (1 de enero de 1576) se abre con la partida de Elvira Fortuny. Y la primera sepultura en el cementerio de la sagrera de la Plaza de la Iglesia (26 de septiembre de 1576) se abrió también con Elvira Fortuny.

### Retablo mayor
El elemento más destacado de la iglesia parroquial de Santa María de Arenys, que justifica su declaración como monumento es, sin duda, el retablo mayor, una de las mejores obras del barroco catalán.
En 1636, el escultor Antoni-Joan Riera, natural de Arenys de Mar, recientemente regresado del reino de Castilla, donde había trabajado muchos años como escultor y arquitecto, proyectó el basamento para el retablo mayor, con motivos geométricos, empleando jaspe de Tortosa, y añadió dos bellos relieves con el escudo de la villa esculpido en mármol. Durante muchos años, la universidad (ayuntamiento) y los Obreros de la villa intentaron sacar adelante la construcción del retablo, que resultaba una obra inacabable.
A finales del siglo XVIII, Arenys de Mar era una de las localidades más florecientes de la costa. En 1706 emprendió por su cuenta la poderosa Comunidad de Presbíteros de Santa María de Arenys el seguir la construcción del retablo, que se concertó con el escultor de Vich, Pau Costa, y se desmontó la parte de retablo construida anteriormente. Se pactó ante notario, que por un precio de 600 dineros barceloneses el retablo estaría terminado antes de 1714.
Así, de 1706 a 1711, en plena guerra de Sucesión Española, se construye el retablo mayor, una de las joyas del barroco catalán. Está dedicado a la Asunción de la Virgen. Fue costeado en gran parte por el pueblo, y fue dorado con finas láminas de oro, y luego policromado por los maestros barceloneses, Erasmo y Félix Viñals. La pieza muestra varios pasajes de la vida de María, rodeados de santos y ángeles. En un lugar preeminente se encuentra san Zenón, patrón de Arenys de Mar.
Pau Costa se inspiró tanto en la imagen de la Asunción de María como en los relieves de la Natividad, la Presentación, la Visitación y la Epifanía, en grabados del pintor pontificio Carlo Maratta. Uno de los méritos a favor de Pau Costa es el haber aprovechado dignamente el basamento preexistente del retablo. Y es que la austeridad renacentista de Antoni-Joan Riera liga perfectamente con el retablo de Pau Costa.